# تشارلز الأول. سباركس
تشارلز الأول. سباركس هو قاضي ومحامي وسياسي أمريكي، ولد في 20 ديسمبر 1872 في مقاطعة بون في الولايات المتحدة، وتوفي في 30 أبريل 1937 في كانساس في الولايات المتحدة. نشط حزبياً في الحزب الجمهوري. وقد انتخب عضو مجلس النواب الأمريكي ‏.